# Mistrzostwa Europy Strongman IBB 2010
Mistrzostwa Europy Strongman IBB 2010 – indywidualne
zawody europejskich siłaczy. Do udziału został zaproszony, jako gość, kanadyjski siłacz Louis-Philippe Jean.
Data: 19 czerwca 2010

Miejsce: Londyn  Anglia

WYNIKI ZAWODÓW:
| Miejsce | Zawodnik              | Kraj       | Punkty            |
| ------- | --------------------- | ---------- | ----------------- |
| 1.      | Žydrūnas Savickas     | Litwa      | 40,5              |
| 2.      | Terry Hollands        | Anglia     | 33 (kontuzjowany) |
| 3.      | Mark Felix            | Anglia     | 31                |
| 4.      | Stojan Todorczew      | Bułgaria   | 27                |
| 5.      | Louis-Philippe Jean   | Kanada     | 24,5              |
| 6.      | Serhij Romanczuk      | Ukraina    | 19,5              |
|         | Jimmy Marku           | Anglia     | (kontuzjowany)    |
|         | Krzysztof Radzikowski | Polska     | (kontuzjowany)    |
|         | Laurence Shahlaei     | Anglia     |                   |
|         | ?                     | brak flagi |                   |